# بیمارستان دکتر شریعتی (فسا)
بیمارستان دکتر شریعتی بیمارستانی است آموزشی درمانی واقع در شهر فسا، استان فارس وابسته به دانشگاه علوم پزشکی فسا با ظرفیت ۲۵ تخت در سال ۱۳۵۲ افتتاح شد و به تدریج توسعه یافته است.با افتتاح بخش همودیالیز رحمت در مهر ۱۴۰۲ هم اکنون تعداد تخت های بیمارستان به ۱۴۴ تخت افزایش یافت. 
بخش‌های بستری موجود در این بیمارستان عبارتند از: عفونی، نورولوژی، اعصاب و روان، اورژانس، همودیالیز و آنکولوژی